# Matteo Concini
Matteo Concini (Penna, 1501 – febbraio 1573) è stato un vescovo cattolico italiano.

## Biografia
Nacque nel 1501 a Penna, in Valdarno, da Giovan Battista ed Elisabetta Menchi. La sua famiglia era di modesta estrazione sociale, pertanto la sua formazione fu affidata allo zio paterno Carlo, ecclesiastico che divenne in seguito canonico della cattedrale di Arezzo. 
Intrapresa la carriera ecclesiastica, ottenne dallo zio nel 1531 la parrocchia di San Michele Arcangelo delle Ville in Pian di Radice, nella diocesi aretina.
Nel frattempo, il fratello minore Bartolomeo era entrato al servizio di Cosimo I de' Medici e riuscì a scalare rapidamente le gerarchie. Bartolomeo fu tra i principali artefici dell'elezione, nel conclave del 1559, di papa Pio IV. 
In cambio di questo sostegno, lo stesso pontefice, il 14 febbraio, nominò Matteo Concini vescovo di Cortona. Ricevette la consacrazione episcopale il 14 luglio seguente a Firenze, nella chiesa di Santa Maria del Portico. Il 20 marzo precedente aveva preso possesso della diocesi per procura.
Non ebbe il tempo di occuparsi approfonditamente della sua diocesi, in quanto Pio IV richiese ai vescovi di partecipare alla terza sessione del Concilio di Trento. Giunse nella città il 5 ottobre 1561.
Partecipò a varie discussioni, associandosi alle posizioni di prelati più autorevoli. Solo sulla questione della concessione del calice ai laici egli si oppose ad una decisione affrettata, sostenendo che fosse necessario attribuire la decisione ultima al pontefice.
Nell'autunno del 1562 si ammalò gravemente. Il 30 novembre, quindi, lasciò Trento per rientrare a Firenze, e il 16 dicembre seguente rinunciò al governo pastorale della diocesi di Cortona, con la facoltà di mantenerne il titolo con una pensione di 1.200 ducati d'oro.

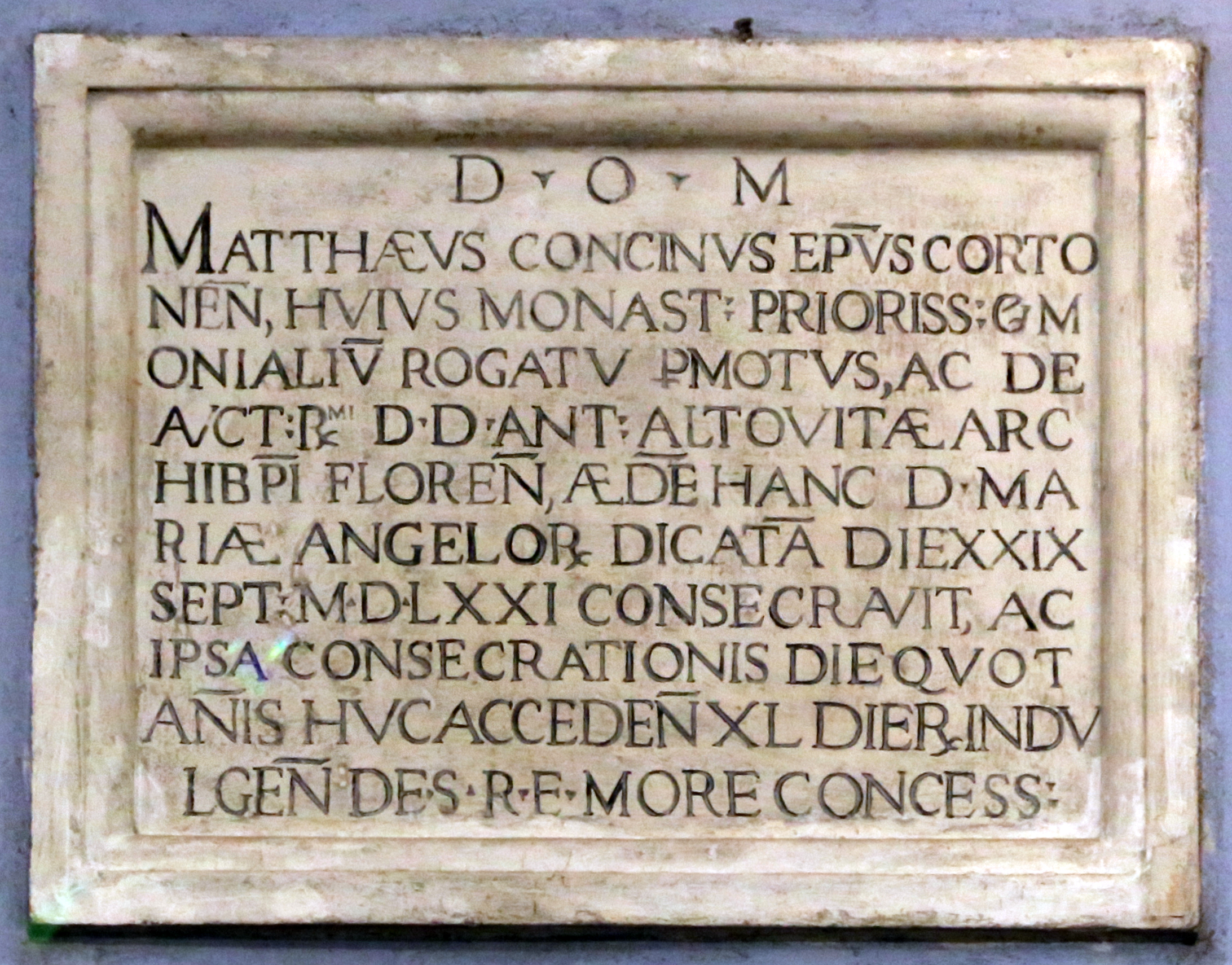
Lapide in Santa Maria degli Angiolini che ne ricorda la consacrazione per mano di Matteo Concini

Negli anni seguenti non ottenne altri incarichi, ma continuò a partecipare a varie celebrazioni liturgiche: nel 1566 consacrò vescovo Alessandro Strozzi, mentre nel 1571 consacrò la chiesa di Santa Maria degli Angiolini.
Morì nel febbraio 1573 e il 12 di quello stesso mese fu sepolto nella chiesa dell'Annunziata a Firenze.

## Successione apostolica
La successione apostolica è:
- Vescovo Alessandro Strozzi (1566)